# Arachnodes aeneoviridis
Arachnodes aeneoviridis là một loài bọ cánh cứng trong họ Bọ hung (Scarabaeidae).